# Бетеленвил
Бетеленвил (фр. Bettelainville) насеље је и општина у североисточној Француској у региону Лорена, у департману Мозел која припада префектури Тионвил Ест.
По подацима из 2011. године у општини је живело 628 становника, а густина насељености је износила 45,81 становника/km². Општина се простире на површини од 13,71 km². Налази се на средњој надморској висини од 283 метара (максималној 301 m, а минималној 198 m).

## Демографија
| 1962. | 1968. | 1975. | 1982. | 1990. | 1999. | 2011. |
| ----- | ----- | ----- | ----- | ----- | ----- | ----- |
| 302   | 348   | 393   | 511   | 513   | 598   | 628   |

График промене броја становника у току последњих година